# 萊納 (伊利諾伊州)
萊納（英語：Lena）是位於美國伊利諾伊州斯蒂芬森縣的一個村落。

## 地理
萊納的座標為42°22′43″N 89°49′35″W / 42.37861°N 89.82639°W，而該地最高點為海拔高度289米（即948英尺）。

## 人口
根據2010年美國人口普查的數據，萊納的面積為6.70平方千米，當中陸地面積為6.70平方千米，而水域面積為0.00平方千米。當地共有人口2912人，而人口密度為每平方千米434人。